# محصول تلخ
محصول تلخ (انگلیسی: Bitter Harvest) فیلمی در ژانر درام و رمانتیک است که در سال ۲۰۱۷ منتشر شد. از بازیگران آن می‌توان به مکس آیرونز و ترنس استامپ اشاره کرد.

## داستان
داستان این فیلم الهام گرفته از یک رویداد واقعی است.«محصول تلخ»، داستان زندگی دو عاشق با بازی مکس آیرونز و سمنتا بارکس است که همراه با دیگر خانواده‌های کولاک و کشاورز برای زنده ماندن در حال مبارزه هستند. زیرا کارزار ِ جمعی‌سازی ِ کشاورزی ژوزف استالین شروع به ایجاد یک قحطی مشهور به نام هولودومور در جمهوری سوسیالیستی شوروی اوکراین در سال‌های ۱۹۳۲ تا ۱۹۳۳ کرده است. یوری که هنرمندی از یک خانواده انقلابی است به آرامی همراه با مقاومان ضد بلشویک در مدرسه‌ای در کی‌یف مشغول به کارآموزی است. در همین حین خانواده یوری به همراه یار دوران کودکی اش، ناتالکا به علت سیاست‌های ژوزف استالین در حال نابودی هستند.

## بازیگران
- مکس آیرونز در نقش یوری
- سمنتا بارکس در نقش ناتالکا
- بری پپر در نقش یاروسلاو
- تامر حسن در نقش سرگئی
- ترنس استامپ در نقش ایوان
- آنورین برنارد در نقش مایکولا
- تام آستن در نقش تاراس
- ریچارد بریک در نقش مدود
- گری آلیور در نقش جوزف استالین

## تولید
ریچارد یاچینسکی هوور (نویسنده اوکراینی مقیم کانادا) در بازدیدی که در سال ۱۹۹۹ از اوکراین داشت، ایده‌ای در ذهن خود پروراند. در تحقیقات بعدی اش از سرزمین مادری اش، که همزمان با وقوع انقلاب نارنجی در کی یف بود، او فهمید که چگونه واقعه هولودومور را به صورت دراماتیزه در فیلم به نمایش درآورد. در سال ۲۰۰۸، باچینسکی هوور بدنبال تأمین بودجه مالی برای ساخت همچین فیلمی از دولت اوکراین و سایر الیگارشیهای اوکراین بود که آنها از این پروژه استقبال نکردند. در سال ۲۰۱۱ یکی از همکاران نزدیک ریچارد پاچینسکی به نام ایان ایناتوویچ که در سرمایه‌گذاری مشغول بود، نسبت به این پروژه ابراز علاقه کرد و تأمین ۲۱ میلیون دلار بودجه برای ساخت این فیلم را متعهد شد.
این فیلم در اصل «نتیجه شیطان» نام داشت. فیلمبرداری در اوکراین با بازیگرانی همچون بری پپر، ترنس استامپ، و تامر حسن آغاز شد. در پی تلاش عوامل برای بر ملا کردن تاریخ مسلم کرملین، ایان ایناتوویچ، تهیه کننده فیلم اظهار داشت: «پروژه معرفی واقعه هولودومور بسیار مهم است، زیرا مگر چند کشور به غیر از اوکراین از این قحطی ساخته دست بشر آگاه هستند؟ این قطعه از تاریخ همیشه توسط رژیم کرملین مخفی شده بوده است و اکنون نیاز است که برای اولین بار در تاریخ فیلم‌های سینمایی، این واقعه به زبان بین‌المللی انگلیسی به روی پرده نقره‌ای سینما به نمایش در آید.»
فیلمبرداری در ۱۵ نوامبر ۲۰۱۳ آغاز شد. در ۵ فوریه ۲۰۱۴ ورایتی اعلام کرد:فیلمبرداری پروژه در کی یف به اتمام رسیده است. همچنین چند خدمه محلی فیلم در تظاهرات یورومیدان به طور هماهنگ شرکت کرده‌اند.
در اوائل سال ۲۰۱۴، مراحل پساتولید فیلم در استودیوهای فیلم‌سازی پاین‌وود واقع در لندن ادامه یافت و از مخزن آب فیلم‌های جیمزباند برای فیلمبرداری سکانس‌های زیر آب استفاده شد. تدوینگر فیلم اسکای‌فال، استوارت برد و تیم جلوه‌های ویژه اس اف ایکس در مراحل پساتولید فیلم شرکت داشتند.

## انتشار
شرکت رودساید اترکشنز انتشار فیلم را به عهده گرفت و فیلم نوبت اکران در سه‌ماهه اول ۲۰۱۷ را در آمریکا بدست آورد. مقرر شد که رودساید اترکشنز این فیلم را در ۲۴ فوریه ۲۰۱۷ در آمریکا اکران کند.